# Вісьнич-Малий
Вісьнич-Малий (пол. Wiśnicz Mały) — село в Польщі, у гміні Новий Вісьнич Бохенського повіту Малопольського воєводства.
Населення — 490 осіб (2011).
У 1975-1998 роках село належало до Тарновського воєводства.

## Демографія
Демографічна структура станом на 31 березня 2011 року:
|          | Загалом | Допрацездатний вік | Працездатний вік | Постпрацездатний вік |
| -------- | ------- | ------------------ | ---------------- | -------------------- |
| Чоловіки | 242     | 54                 | 158              | 30                   |
| Жінки    | 248     | 57                 | 138              | 53                   |
| Разом    | 490     | 111                | 296              | 83                   |